# 2012年北極海強烈風暴
2012年北極海強烈風暴是一股於北極海形成的強烈溫帶氣旋，此氣旋非於風季時間形成，為罕見於夏季形成的風暴，同時亦是自1979年氣象監測以來，截至2012年所觀測出最強的夏季風暴，亦是北極海風暴中第13強的溫帶氣旋。由於此氣旋在夏季形成，被認為有可能因為帶來暖熱洋流造成海冰融化，但最終此氣旋自形成到消散，皆未造成創紀錄的海冰融化。

## 氣象歷史
2012年8月2日，一股溫帶性低氣壓在俄羅斯西伯利亞上空形成，並逐漸往北極海移動。8月5日，該溫帶性低氣壓逐漸接近北極並開始快速增強為溫帶氣旋，隨後於翌日達到顛峰，此時氣旋已移動至美國阿拉斯加與北極之間中間的海面上。此後，該氣旋逐漸減弱，於8月12日在加拿大北極群島登陸，並於8月14日晚間在加拿大最北部地區消散。

## 紀錄與影響
2012年北極海強烈風暴在巔峰時期測得中心最低氣壓962百帕斯卡，為自1979年氣象監測以來，截至2012年所觀測出北極海最強的夏季風暴。同時此氣旋，亦是北極海所觀測溫帶氣旋中，第13強的風暴。
專家對於此風暴是否造成當年海冰融化加據充滿分歧，此氣旋在夏季形成而被認為有可能因為帶來暖熱洋流造成海冰融化，最終此氣旋被認為未造成創紀錄的海冰融化。此氣旋引起氣象學家關注，認為在全球暖化加劇下，北極海異常在夏季產生氣旋數量可能增多，並表示氣旋強度也有可能異常強烈。